# Sale (bestuurslaag)
Sale is een bestuurslaag in het regentschap Rembang van de provincie Midden-Java, Indonesië. Sale telt 4543 inwoners (volkstelling 2010).